# Police en Andorre
Le Corps de police d'Andorre (catalan : Cos de Policia d'Andorra)  est la police nationale de la Principauté d'Andorre. En 2007, la force comptait 240 officiers au service d'une population d'environ 85 000 personnes. Le Corps de police d'Andorre est membre d'Interpol.

## Histoire
En 1931 les délégués des paroisses créent le Service de l'Ordre, initialement composé d'un capitaine et de six agents. Cet organe avait pour mission de maintenir l'ordre public en général, d'agir en tant que police judiciaire, ainsi que de poursuivre et de détenir les criminels.
Le Corps de police était sous les ordres des délégués jusqu'à l'entrée en vigueur de la Constitution de 1993, dans laquelle ils sont devenus dépendants du ministère de l'Intérieur. Cependant, en matière judiciaire, la police agit sous les ordres du ministère de la Justice et du ministère public.

## Structure

### Direction
La direction de la Police dont le siège est à Escaldes-Engordany est composée d'un directeur, d'un directeur adjoint qui a le grade de commissaire de police, d'un secrétaire, d'un responsable de la planification et des ressources humaines et d'un adjoint administratif.
Ses membres sont nommés par le Gouvernement d'Andorre sur proposition du Ministère de l'Intérieur. 

### Divisions

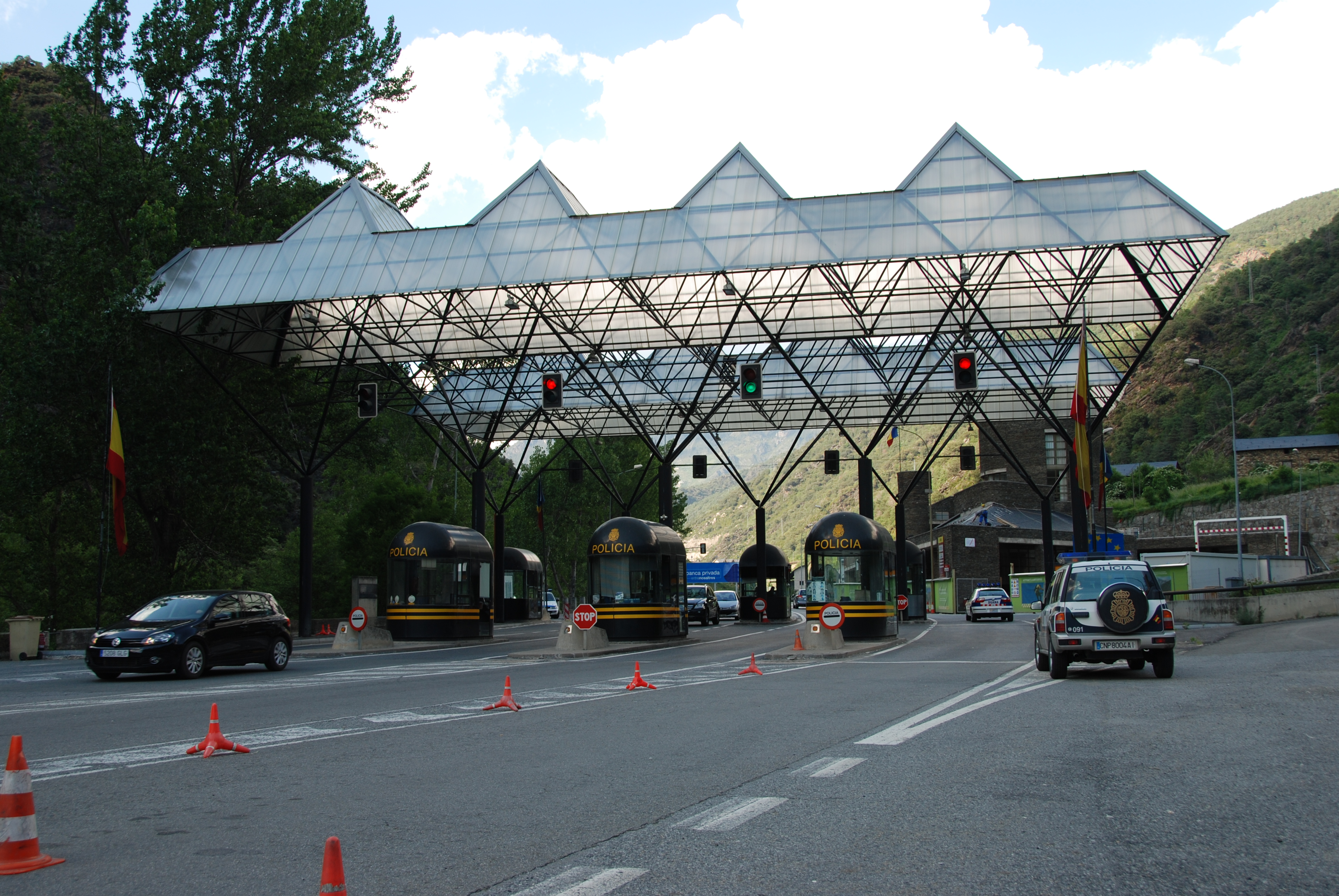
Poste frontière avec l'Espagne.

- Division de la police criminelle (enquêtes criminelles, trafics),
- Division de la sécurité publique et de la proximité (sûreté publique et services au public),
- Division de l'appui à la police (administration, formation, prévention),
- Division du transit et des frontières (surveillance des frontières).

### Groupes
- Protection VIP,
- Artificiers,
- Anti-émeute,
- Situations d'urgence,
- Anti drogue,
- Service de secours en montagne.

## Véhicules

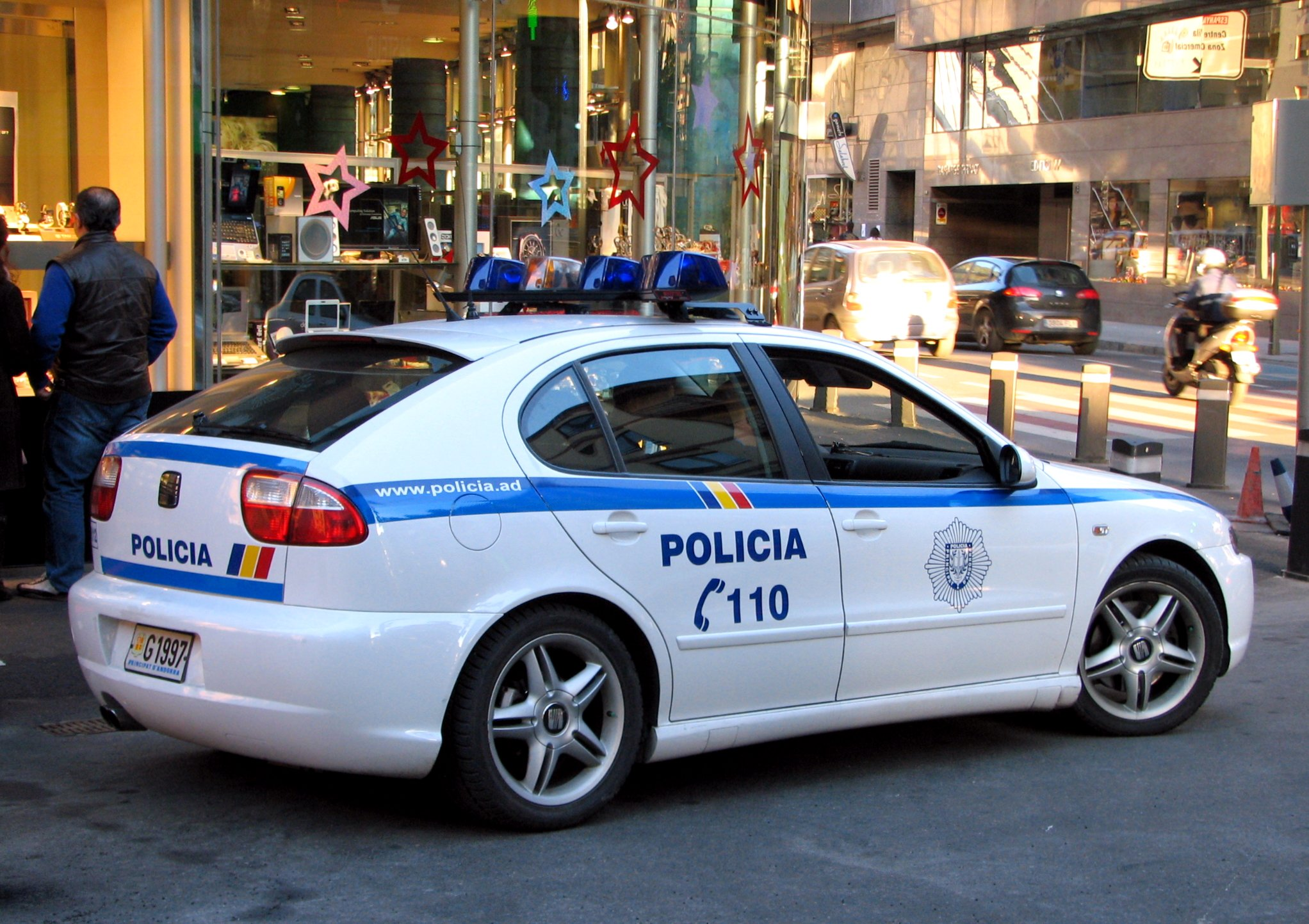
Seat Leon de la police andorrane.

- Fiat Panda
- SEAT Altea
- SEAT Léon
- Škoda Superb
- Renault Laguna II